# ATP Antalya
Das ATP-Turnier von Antalya (offiziell Antalya Open) war ein Tennisturnier, das von 2017 bis 2021 in Antalya, der Türkei, stattfand und im Freien auf Hartplatz gespielt wurde.

## Geschichte
Es gehörte zur ATP Tour 250, der am niedrigsten dotierten Kategorie der ATP Tour und wurde bis 2019 im Freien auf Rasen gespielt. Aufgrund des Zeitpunkts Ende Juni und des Belags war das Turnier eine gute Vorbereitung auf das dritte Grand-Slam-Turnier des Jahres in Wimbledon. 2020 fand das Turnier nicht statt und wurde stattdessen auf Anfang 2021 verschoben, sodass es vor den Australian Open gespielt wird. Der Belag wurde auf Hartplatz geändert, um als Vorbereitung für das erste Grand-Slam-Turnier des Jahres gelten zu können. Es fand im Limak Arcadia Sport Resort statt. Nach der Ausgabe 2021 fiel das Turnier aus dem Kalender.

## Siegerliste

### Einzel
| Jahr | Sieger                               | Finalgegner                          | Finalergebnis                        |
| ---- | ------------------------------------ | ------------------------------------ | ------------------------------------ |
| 2021 | Alex de Minaur                       | Alexander Bublik                     | 2:0 aufgg.                           |
| 2020 | wegen der COVID-19-Pandemie abgesagt | wegen der COVID-19-Pandemie abgesagt | wegen der COVID-19-Pandemie abgesagt |
| 2019 | Lorenzo Sonego                       | Miomir Kecmanović                    | 6:75, 7:65, 6:1                      |
| 2018 | Damir Džumhur                        | Adrian Mannarino                     | 6:1, 1:6, 6:1                        |
| 2017 | Yūichi Sugita                        | Adrian Mannarino                     | 6:1, 7:64                            |

### Doppel
| Jahr | Sieger                                | Finalgegner                          | Finalergebnis                        |
| ---- | ------------------------------------- | ------------------------------------ | ------------------------------------ |
| 2021 | Nikola Mektić Mate Pavić              | Ivan Dodig Filip Polášek             | 6:2, 6:4                             |
| 2020 | wegen der COVID-19-Pandemie abgesagt  | wegen der COVID-19-Pandemie abgesagt | wegen der COVID-19-Pandemie abgesagt |
| 2019 | Jonathan Erlich Artem Sitak           | Ivan Dodig Filip Polášek             | 6:3, 6:4                             |
| 2018 | Marcelo Demoliner Santiago González   | Sander Arends Matwé Middelkoop       | 7:5, 6:76, [10:8]                    |
| 2017 | Robert Lindstedt Aisam-ul-Haq Qureshi | Oliver Marach Mate Pavić             | 7:5, 4:1 Aufgabe                     |